# Robert Holjevac
Robert Holjevac (Zagreb, 25. studenog 1967. - ), hrvatski povjesničar
U Zagrebu je završio osnovnu i srednju školu. Godine 1986. upisuje jednopredmetni studij povijesti na Filozofskom fakultetu Sveučilišta u Zagrebu. Diplomirao je 1991. godine. Magistrirao je 26. lipnja 2001. temom "Pokušaji Ivana Stojkovića u stvaranju crkvene unije". Radi na projektu "Hrvatski rani novi vijek" kojega je nositelj dr. Alexander Buczynski. Disertaciju pod naslovom: "Markantun de Dominis (1560. – 1624.), život i djelovanje u povijesnom i teološkom kontekstu" obranio je 19. ožujka 2010. pod vodstvom mentora Drage Roksandića.
Od 18. rujna 1992. do 14. travnja 1998. radio kao profesor povijesti u srednjoj školi u Zagrebu: Centru za odgoj i obrazovanje "Vinko Bek". Od 15. travnja 1998. godine radi u Hrvatskom institutu za povijest.